# Max Jäger (Politiker, 1882)
Max Jäger (* 3. November 1882 in Herda, Kreis Eisenach; † 8. Februar 1959) war ein deutscher Politiker der SPD.

## Leben und Beruf
Jäger zog 1905 nach Hamburg, wo er eine Tätigkeit als Schaffner bei der Straßenbahngesellschaft annahm, später kam er zur Hamburger Hochbahn. Während des Ersten Weltkriegs war er als Soldat aktiv. Danach kehrte er zur Hochbahn zurück und wurde dort zunächst zum Vorsitzenden des Betriebsrats gewählt, 1924 wurde er in den Aufsichtsrat berufen.
Im Zuge der nationalsozialistischen Machtübernahme wurde Jäger durch das Gesetz zur Wiederherstellung des Berufsbeamtentums, aufgrund seiner Zugehörigkeit zur SPD, aus seinem Beruf entlassen. Nachdem er zunächst arbeitslos geblieben war, machte er sich im Dezember 1933 als Gastwirt selbstständig. Seine Gaststätte in der Wendenstraße war ein beliebter Treffpunkt der Opposition in Hamburg. Jäger stand nach eigenen Angaben unter ständiger Aufsicht der Gestapo.
Nach Kriegsende kehrte Jäger zur Hochbahn zurück, wo er als Personalreferent in den Vorstand berufen wurde, daneben saß er auch wieder dem Betriebsrat vor. 1947 betraute ihn die britische Militärregierung mit der Leitung der Straßenbahn- und Kleinbahn-Berufsgenossenschaft. Diese Tätigkeit führte er bis Mai 1953 aus, zwei Monate zuvor schied er bereits bei der Hochbahn aus dem Dienstverhältnis aus.

## Politik
Jäger trat 1900 in die SPD ein. Von 1927 bis 1931 und erneut von 1932 bis 1933 gehörte er der Hamburgischen Bürgerschaft als Abgeordneter an. Nach dem Krieg wurde er in die Ernannte Bürgerschaft berufen, dort gehörte er der Gewerkschaftsfraktion sowie dem Haushaltsausschuss an.